# Perfusie-index

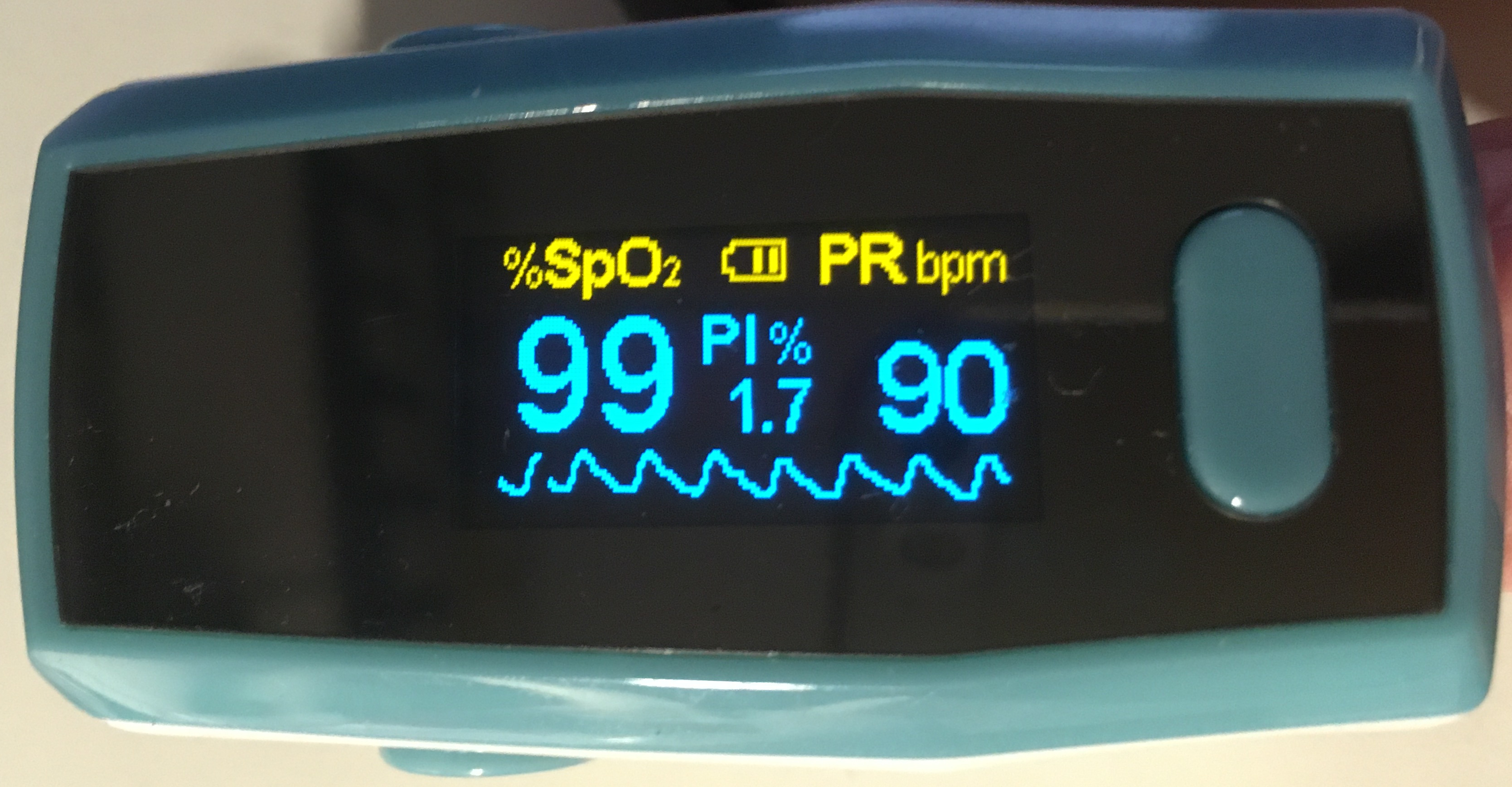
Perfusieindex gemeten op een pulsoxymeter

De perfusie-index (PI) is een maat voor de doorbloeding (perfusie) en wordt onder andere gebruikt in een pulsoxymeter. Het is de verhouding tussen de pulserende en de constante component van de bloedstroom, zoals die bijvoorbeeld aan een vingertop gemeten wordt.
Perfusie-index is een numerieke waarde die weergeeft wat de staat en kracht is van de doorbloeding. De waarden kunnen liggen tussen de 0,02 (nauwelijks meetbare puls) en 20% (uitzonderlijk krachtig). Des te hoger de gemeten waarde, des te krachtiger de doorbloeding.
Voor een betrouwbare bepaling van zuurstofverzadiging van het bloed met een pulsoxymeter moet de perfusie-index groot genoeg zijn (>0,4%).
Door het meten van de doorbloeding en de SpO2 kan er bepaald worden of de longen, in combinatie met de bloedsomloop, goed functioneren.  Bij een lage PI-waarde is er een lage bloedstroom wat problemen kan veroorzaken voor mensen met long-gerelateerde aandoeningen.